# Tjärmakjaure
Tjärmakjaure är en sjö i Jokkmokks kommun i Lappland och ingår i Luleälvens huvudavrinningsområde. Sjön har en area på 0,226 kvadratkilometer och ligger 256,1 meter över havet.

## Delavrinningsområde
Tjärmakjaure ingår i det delavrinningsområde (738580-169814) som SMHI kallar för Mynnar i Letsimagasinet. Medelhöjden är 270 meter över havet och ytan är 45,16 kvadratkilometer. Det finns inga avrinningsområden uppströms utan avrinningsområdet är högsta punkten. Själlarimbäcken som avvattnar avrinningsområdet har biflödesordning 3, vilket innebär att vattnet flödar genom totalt 3 vattendrag innan det når havet efter 154 kilometer. Avrinningsområdet består mestadels av skog (72 procent) och sankmarker (20 procent). Avrinningsområdet har 1,15 kvadratkilometer vattenytor vilket ger det en sjöprocent på 2,5 procent.